# Marienkirche (Bad Segeberg)

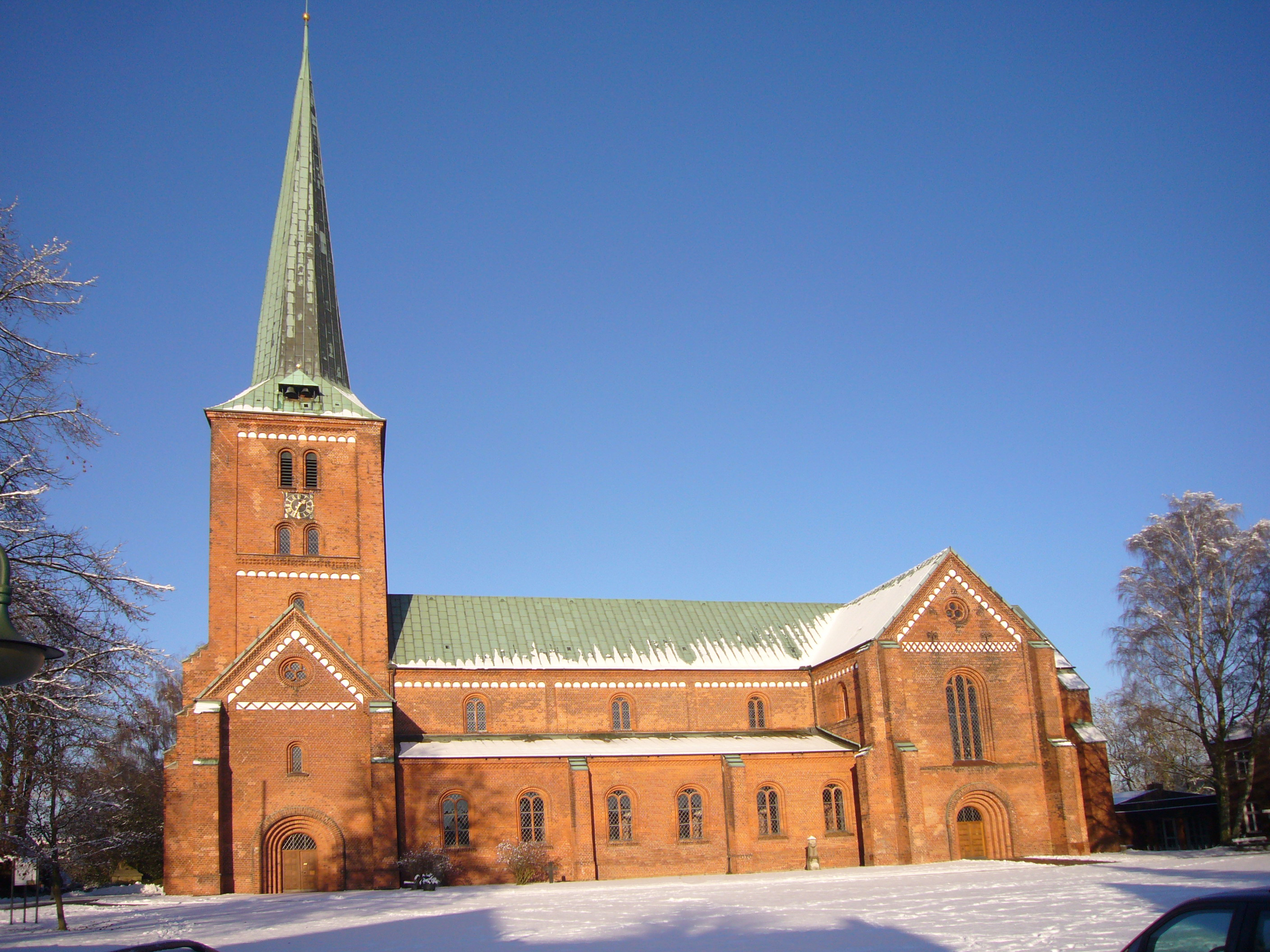
Bad Segeberger Marienkirche im Schnee

Die Marienkirche im Bad Segeberger Stadtzentrum wurde ab etwa 1160 als Kirche des Stifts Segeberg errichtet und ist damit die älteste dreischiffige Gewölbebasilika der Backsteinromanik Nordelbiens und architektonisches Vorbild der jüngeren Dome in Lübeck und Ratzeburg. Heute ist sie die Kirche der Evangelisch-Lutherischen Kirchengemeinde Segeberg.

## Vorgeschichte und Bau
Im Zuge der Eingliederung slawisch-heidnischer Gebiete östlich des Limes Saxoniae in das christliche Heilige Römische Reich gründeten um 1134 Augustiner-Chorherren auf Geheiß des Missionars Vicelin im Ödland östlich der Trave ein Stift und errichteten im Schutz der frühen Siegesburg auf dem Kalkberg erste schlichte Klostergebäude. Bei slawischen Überfällen gingen diese Vorgängerbauten der Marienkirche 1138 in Flammen auf, während die Augustiner nach Wippenthorp flohen und sich anschließend in Högersdorf am sicheren Westufer der Trave niederließen.
Nach der Ernennung der Kalkbergsiedlung 1156 zum Bischofssitz und der Rückkehr der Chorherren aus Högersdorf fand um 1156/57 die Grundsteinlegung einer riesigen dreischiffigen Kreuzbasilika mit angrenzenden Klosterbauten statt. Naturgegebene Holz-, Gips-, Ton- und Wasservorkommen ermöglichten den Bau in innovativer Ziegelbauweise im spätromanischen Stil. Eine 1192 von Kaiser Heinrich VI. ausgestellten Urkunde belegt erstmals das noch laufende Bauprojekt. 1199 wurde die Kirche in einer Urkunde von Papst Innozenz III. „eccl. S. Maria“ genannt, was auf eine inzwischen erfolgte Weihe hinweist. Nach rund 60 Jahren Bauzeit waren bis ca. 1216 alle für den Gottesdienst der Chorherren notwendigen Einrichtungen entstanden: Ein Querhaus mit zwei östlichen Nebenapsiden, ein östlicher Chor mit der Hauptapsis und drei Joche über dem westlichen Hauptschiff. Ornamentale Verzierungen der Kapitelle scheinen erst in verbautem Zustand aus großen Gipsblöcken herausgearbeitet worden sein und blieben teilweise unvollständig.
Die spätere Ergänzung des Kirchenbaus mit einem Turm und einem breiten Portal im Westen des Baukörpers wird auf das zweite Viertel des 13. Jahrhunderts datiert. Die der hl. Maria geweihte Klosterkirche ist damit einer der ältesten Kirchenbauten Nordelbiens und zugleich die erste Kirche der Region mit einem Gewölbe.

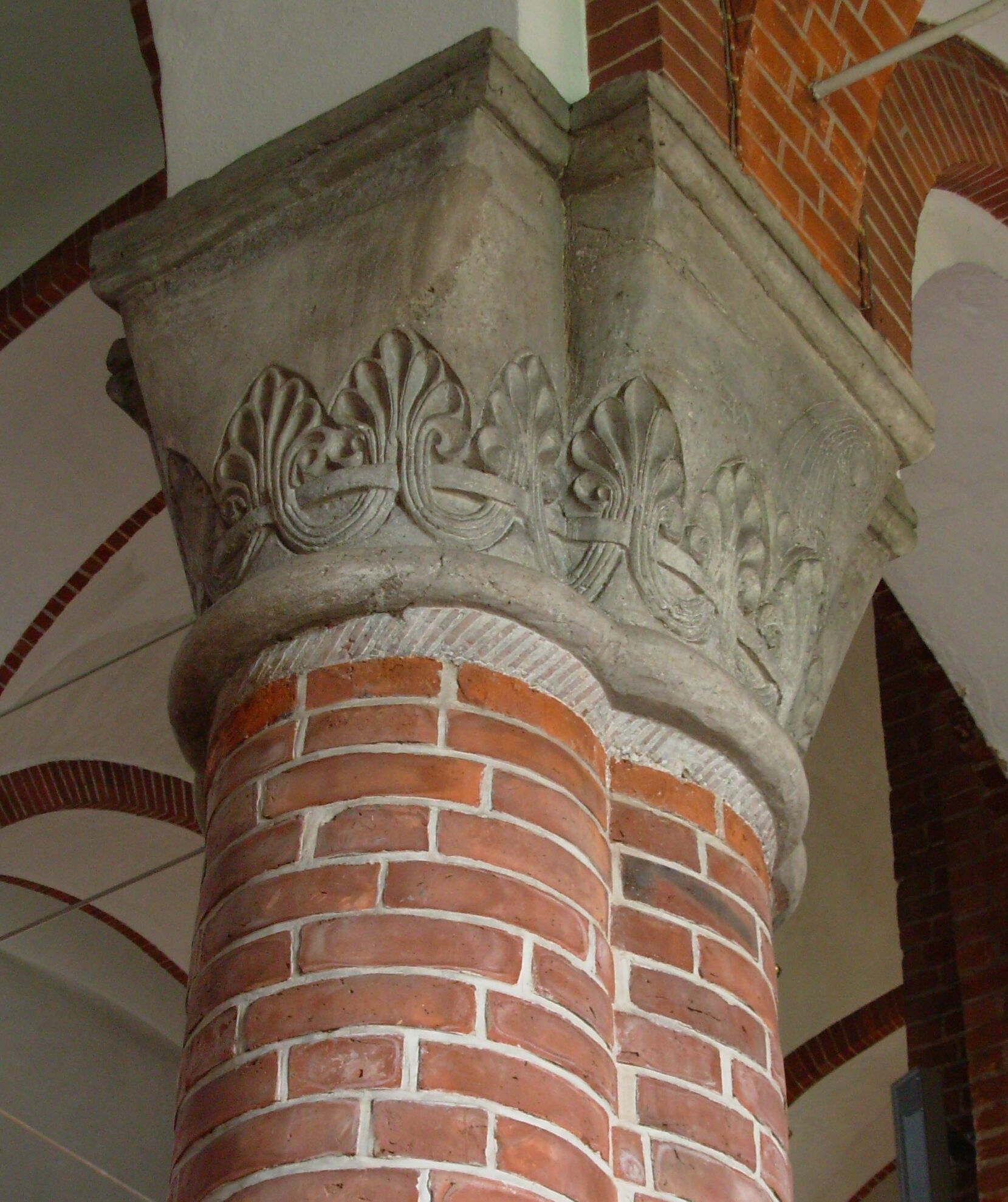
Gipssteinkapitell

## Die Klosterkirche des Spätmittelalters

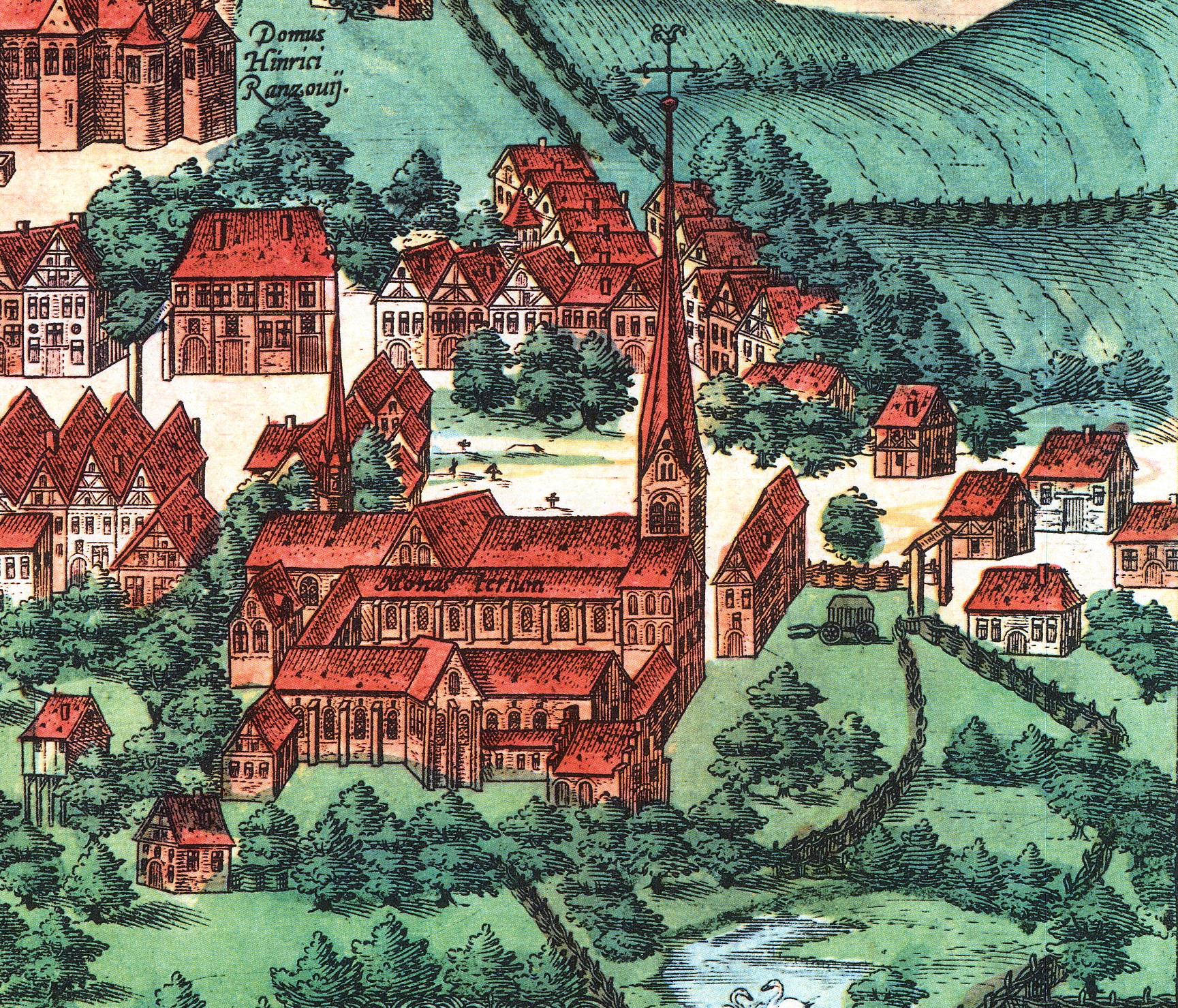
ARX SEGEBERGA (Ausschnitt) aus: Braun und Hogenberg: Civitates orbis terrarum, Köln 1588

Die Stiftskirche St. Marien stand im Mittelpunkt weiterer zum Stift gehörender (Kloster-)Gebäude, von deren Bestand heute nur noch zwei Stiche des 16. Jahrhunderts zeugen: Nördlich setzte der umlaufende Kreuzgang mit Klosterkapitel, Refektorium, Friedhofskapelle, Necessarium und dem „Wohnturm“ der Chorherren an; an der Nordwestecke stand das Abthaus. Weitere Gebäude lagen im umliegenden Außengelände (Backhaus, Kornspeicher, Fahrscheune und Wohnhaus der Laienbrüder sowie das St.-Jürgenshospital und Vogteihäuser); der Friedhof dagegen lag südlich der Kirche. Im nördlichen Querhaus stand im St. Antoniuschor ein Altar für den Begründer des Mönchswesens, St. Antonius. Vermutlich erst in der Gotik wurde der kreuzförmige Grundriss der romanischen Basilika durch die Verkürzung des nördlichen Querhauses auf die Breite des Seitenschiffes und den Einbau einer weiteren Säule in der Flucht des Hauptschiffes verändert. Zur Ausstattung der Kirche im Spätmittelalter gehörten weiterhin die Bronzetaufe des Bremer Gießers Ghert Klinghe von 1447 und das spätgotische Kruzifix im östlichen Gurtbogen der Vierung.
Seit dem 13. Jahrhundert nutzten die Chorherren Kirche und Stift nach den Regeln des Augustinerordens, verfügten somit über das Recht der freien Propst- und Vogtwahl und verbanden mit dem liturgischen Dienst sowohl Seelsorge und Mission als auch Hospitalpflege und Armenfürsorge. In einer Schule der Kirche wurden zudem Priester für die Livlandmission ausgebildet; berühmtester Schüler war der erste Bischof von Livland, Meinhard von Segeberg (1130/1140–1196).
Seit den 1470er Jahren erfolgte in der Amtszeit des Segeberger Priors Albert Wiltink von Bocholt (1471–1472) im Zuge der Windesheimer Reformen die Trennung der Stifts- von der Pfarrkirche durch den Erweiterungsbau eines über 22 Meter langen Ostchores mit 3/8 Schluss. Vermutlich zur Erschließung des Dachwerkes über dem Ostchor erhielt die Kirche in der äußeren Südost-Ecke zudem einen Treppenturm, dessen Fundamentreste 1883 nachgewiesen werden konnten. Die Fertigstellung des riesigen Ostchores ermöglichte es den Chorherren von Windesheim auf die Einhaltung eines geregelteren Tagesablaufs nach den Windesheimer Vorschriften, wie z. B. auf die ungestörte Einhaltung des Stundengebets im nun abgetrennten „Mönchsstuhl“ hinzuwirken. Für den neuen Ostchor wurde vermutlich auch das Altarretabel in einer Lübecker Werkstatt geschaffen, das zwischen 1510 und 1520 fertig gestellt war.
Nach einem Blitzschlag in den Kirchturm im Jahre 1500 dürfte der Turmhelm mit dem Glockenstuhl und den Zwischendecken verändert wieder aufgebaut worden sein. Heute misst die Turmhöhe über alles 68,4 Meter (= 109,54 Meter über NN).

## Die Marienkirche seit der Reformation
Die lutherische Reformation fand in Segeberg früh Anklang. Bereits seit den 1520er Jahren predigten in der Marienkirche die ersten evangelischen Pastoren vor einer lutherischen Gemeinde. Aus dieser Zeit stammt auch das bis heute erhaltene Epitaph für Gerhard Walstorp, das Heinrich Rantzau 1562 an der Westwand des zweiten Pfeilers südwestlich der Vierung seinem Großvater mütterlicherseits setzen ließ.
Bis zur endgültigen Aufhebung des Chorherrenstiftes 1564/66 und der Übernahme der Klostergebäude durch den königlichen Statthalter Heinrich Rantzau blieb das Innere der Kirche weiterhin in zwei voneinander getrennte Bereiche – für die verbliebenen Chorherren (im gotischen Ostchor) und die lutherische Pfarrgemeinde (im westlichen Langhaus) – getrennt. Das seit 1564 ungenutzte Ostchor wurde nicht weiter unterhalten und nach der Umsetzung des Altars in den Vorchor 1573 mit einem Gatter abgetrennt und dem weiteren Verfall preisgegeben. Im Jahre 1612 stifteten der Segeberger Amtmann Markwart von Pentz und dessen Ehefrau Anna Katharina, geb. von Thienen eine üppig verzierte Kanzel im Stil des Spätrenaissance, die ihren ursprünglichen Platz vermutlich am nördlichen, mittleren Pfeiler des Hauptschiffes und damit in der Mitte der Gemeinde hatte. (Bei der großen Renovierung der Kirche im 19. Jahrhundert zerbrach die Kanzel 1863/64 und wurde anschließend von dem Kieler Bildhauer Eduard Lürssen von Farbschichten befreit, restauriert und verändert wieder zusammengesetzt und erhielt ihren neuen Platz nun am nordöstlichen Pfeiler des Hauptschiffes, an dem sie bis heute sitzt.)
Während die Klosteranbauten bis auf das Abthaus und einem südlichen Abschnitt des Kreuzgangostarms – künftig als Gruft für adlige Beisetzungen genutzt – bereits zwischen 1620 und 1630 abgebrochen wurden, wurde der verfallene Mönchschor erst in den Jahren 1654 bis 1657 niedergelegt. Die entstanden Öffnung in der Ostwand wurde mit den vorhandenen und bis heute sichtbaren Feldsteinen und Granitquadern aus dem Fundament des einstigen Ostchores geschlossen.
Spätestens um die Mitte des 16. Jahrhunderts existierte eine erste Orgel in der Marienkirche, was Reparaturauslagen aus den Jahren 1547 und 1549 belegen. Bei einer Renovierung der baufälligen und verstellten Innenräume im Jahre 1684 wurde in die Marienkirche eine neue Orgel eingebaut.

## Umbauten des 18. Jahrhunderts
Das früheste Zeugnis für die Existenz einer Kirchenglocke geht auf das Jahr 1731, in dem die 1.300 Kilogramm schwere Bronzeglocke (Ton d’) eingebaut wurde.
Trotz ständiger Reparaturen galt die Marienkirche in der Mitte des 18. Jahrhunderts als erheblich ruiniert. Dennoch wurden im Inneren 1758 noch zwei hölzerne Emporen in beiden Querhäusern eingebaut. Während laufender Reparaturen tauchten beständig neue Schäden auf: Ein stark überhängender Südgiebel des Querhauses mit einer Neigung der Mittelschiffswände nach außen und des Turms nach Westen sowie Schäden in der Dachkonstruktion. Nach Empfehlung des Landesbaumeisters Johann Gottfried Rosenberg aus dem Jahre 1760 wurde das südliche Querhaus abgebrochen und durch eine Verlängerung der äußeren Seitenschiffswand ersetzt.

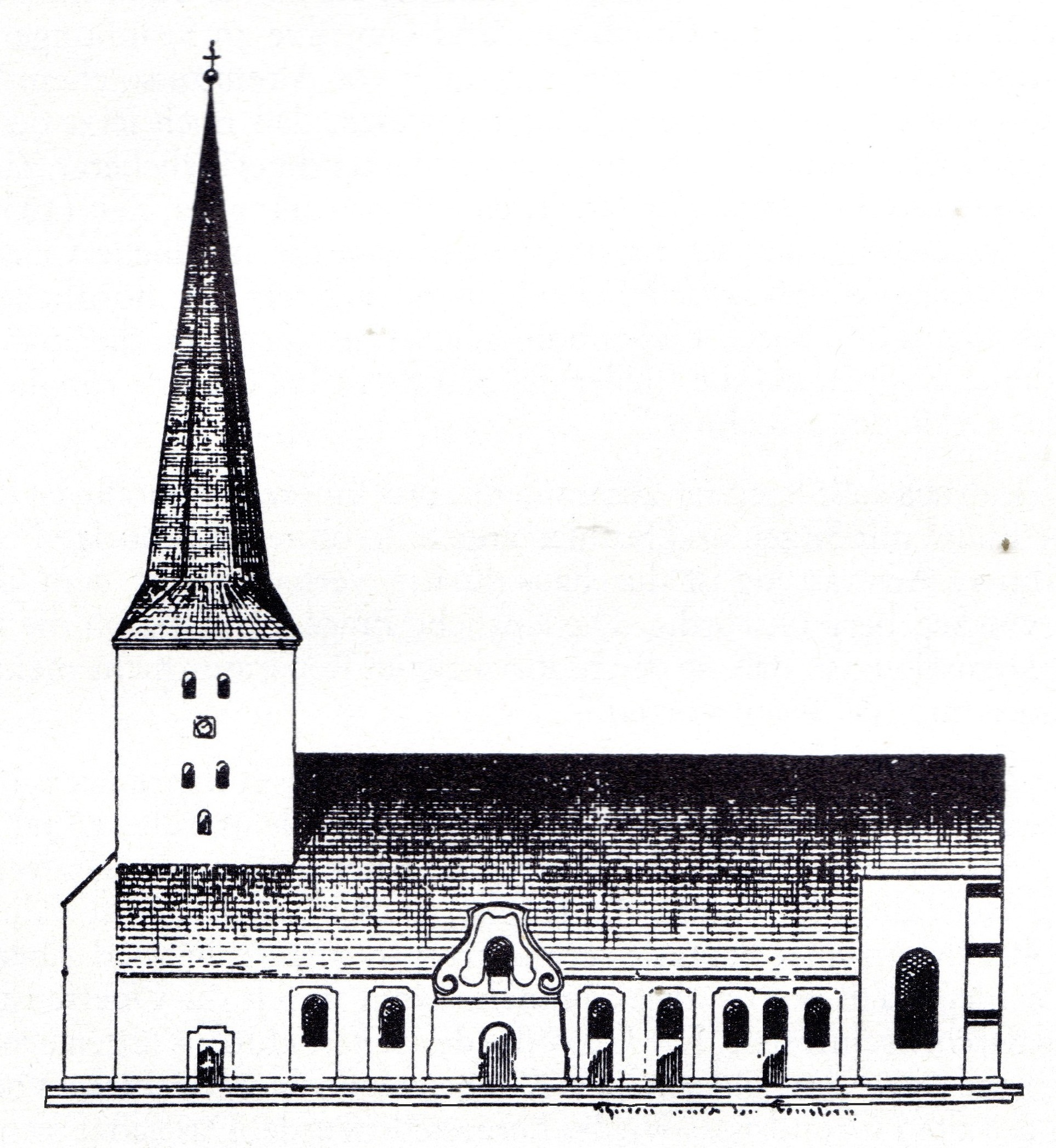
Marienkirche nach barockem Umbau (1761–1864)

Besonders tiefgreifend war die barocke Umgestaltung der Kirche von 1761 bis 1764: dabei erhielt die Kirche an der Südwand einen mittig platzierten barocken Windfang als künftigen Haupteingang. Besonders nachhaltig veränderte sich das Erscheinungsbild durch den Umbau des bisherigen Kehlbalkendachs über dem Mittelschiff, das 1762 mit verlängerten Schleppdächern über die Seitenschiffe herunter gezogen wurde und dabei die frei sichtbaren Obergadenfenster aufgab.
Zum Ende dieses Umbaus erhielt die Kirche erstmals ein mechanisches Uhrwerk mit Gewichtszügen im Turm und Ziffernblätter in drei Himmelsrichtungen – jedoch noch ohne Schlagwerk.
Als sich 1830 die nördliche Seitenschiffsmauer als marode erwies und neu aufgeführt werden musste, wurde zugleich auch das Gewölbe des nördlichen Seitenschiffs abgebrochen und durch eine flache Balkendecke ersetzt. An der Dachkonstruktion, ausweichenden Mauern und Setzungen in den Gewölbekappen, die im Ostbereich des südlichen Seitenschiffs bereits zusammengebrochen waren, tauchten immer neue Schäden auf. 1845 erfolgte zunächst der Abbruch des barocken Giebels über der „Schülertür“ im südlichen Seitenschiff.

## Neuromanischer Umbau (1863–1867)
Unter dem schleswig-holsteinischen Bauinspektor Hermann Georg Krüger entstanden ab 1862 Instandsetzungspläne mit einer neuromanischen Umgestaltung. Im Sommer 1863 begann die Arbeiten mit dem Anbau von regelmäßig verteilten Strebepfeilern an den Seitenschiffen, mit der Freilegung von Fensteröffnungen, dem Wiederaufbau eines südlichen Querhausarms, der Belegung des Fußbodens im neu errichteten südlichen Querhausarm mit Wesersandsteinplatten, mit der Entfernung des mittelalterlichen Dachwerkes und der jüngeren Schleppdächer über den Seitenschiffen, und – bei Freilegung der Obergadenfenster – mit der Rückkehr zur basilikalen Gestalt. Ebenso erfolgte der Wiedereinbau sechs neuer Kreuzgratgewölbe im nördlichen Seitenschiff sowie die Neuverblendung sämtlicher Außenmauern und eines Großteils der Innenwände sowie die Neugestaltung aller Fenster. Die bisherigen Holzschindel des Hauptdaches und der Seitenschiffsdächer wurden mit Schieferplatten ersetzt. Gurtbögen, Gewölbekappen und Stuckelemente erhielten Sicherungen. Im Frühjahr 1864 wurden am Turm alte Anbauten abgebrochen und neue Seitenhäuser mit Pfeilern und Gewölben aufgeführt. Auf den alten Fundamenten entstand ab 1865 auch wieder ein nördlicher Querhausarm, während die bisherige Abscherung vom Vierungsbereich mit dem Pfeiler und den beiden Bögen abgebrochen wurde.
1865 erhielt der Kirchturm zugleich ein neues Uhrwerk mit neuen Ziffernblättern und einem Stundenschlagwerk, dessen Glocke unter einem kleinen Schutzdach im Turmhelm Richtung Süden saß.
Auch die nordöstliche Gruft erfuhr 1865 grundlegende Veränderungen: Die unregelmäßig verteilten Strebepfeiler wurden abgebrochen und durch sechs neue ersetzt, während das Obergeschoss bis auf die Höhe des Gewölbes abgetragen und die verbliebenen Außenmauern neu verschalt wurden. Anstelle der alten großen Fensteröffnungen erhielt die Gruft nun neuromanische, kleinere Fenster. Im Inneren der Kirche wurden Windfänge in den Haupteingängen eingebaut; ebenso neue, höher gelegte Fußbodenbeläge, ein neues Gestühl – teilweise mit Köpfen des Kieler Bildhauers Adolph Müllenhoff auf den Wangen – und in beiden Querarmen je zwei übereinander angeordnete hölzerne Emporen. Zum Abschluss der Umgestaltung erhielt die Marienkirche 1873 eine neue Orgel mit einem neugotischen Orgelprospekt aus der dänischen Orgelbauwerkstatt Marcussen & Søn / Apenrade.

## Instandsetzungen und Umgestaltungen (um 1900)
Bereits ab 1881 wurden neue Reparaturen an etlichen Bauabschnitten der Kirche notwendig, so die Erneuerung von acht Gewölben nebst Gurten und Stirnbögen sowie Strebepfeilern. 1909 musste gar das gesamte Turmgewölbe herausgebrochen und erneuert werden.
Der 1864 aufgebrachte weiße Innenwandanstrich wich um die Jahrhundertwende teilweise einem ziegelroten Anstrich und 1909 einer dekorativen Ausmalung mit Begleitlinien, Fensterumrahmungen und Bemalungen. Im selben Jahr wurden auch die Emporen von 1867 im Querhaus bis auf die untere im südlichen Querhaus wieder entfernt und im nördlichen Querhaus die Nebenräume abgeschert.
1906 wurde abermals ein neues Uhrwerk in den Turm eingebaut, das zunächst auch wieder eine von außen angeschlagene, fest installierte Stundenglocke unter dem äußeren Schutzdach betrieb. Als um 1922 der Stundenglocke eine zweite Viertelstundenglocke hinzugesellt wurde, musste das Schutzdach entsprechend verbreitert werden.

## Umgestaltungen (bis 1950er Jahre)
Seitdem eine der beiden Bronzeglocken im Turm der Marienkirche während des Ersten Weltkrieges für Rüstungszwecke abgegeben werden musste, konnte die Gemeinde bis zur Anschaffung einer 3,5 Tonnen schweren Graugussglocke, genannt „Große Bertha“ (Ton h’) und einer dritten, 1.359 Kilogramm schweren Stahlglocke (Ton e’) im Jahre 1927 nur eine einzige Kirchenglocke nutzen.
Vor 1926 wurden an die hölzerne Abscherung von 1909 im nördlichen Querhaus Ehrentafeln mit den Namen der Gefallenen des Ersten Weltkrieges montiert. 1930 erhielt der Mittelraum im Untergeschoss des Turmes eine neue durchgehende Gestaltung mit Eichenbohlen. Eine 1927 erstmals vorgenommene Kupferabdeckung des Turmdaches musste 1944/45 für Kriegszwecke wieder abgenommen und durch eine Holzschalung mit Dachpappe ersetzt werden. Erst 1950 konnte wieder eine Neueindeckung mit Schieferbehang aufgebracht werden.
Die Marcussen-Orgel erfuhr im Jahre 1937 einen ersten Umbau durch die Lübecker Orgelbaufirma Emanuel Kemper & Sohn.
Kurz nach Ende des Zweiten Weltkrieges erfolgte eine Umgestaltung der vormaligen Gruft im Nordosten der Kirche; nach Entfernung der Särge, dem Abbruch der Einbauten und der Tieferlegung des Fußbodens sowie dem Einbau der ursprünglichen großen Fenster entstand hier der Raum einer nach 1960 Johannes dem Täufer geweihten Tauf-, Trau- und Andachtskapelle mit eigenem Zugang von der Nordseite.

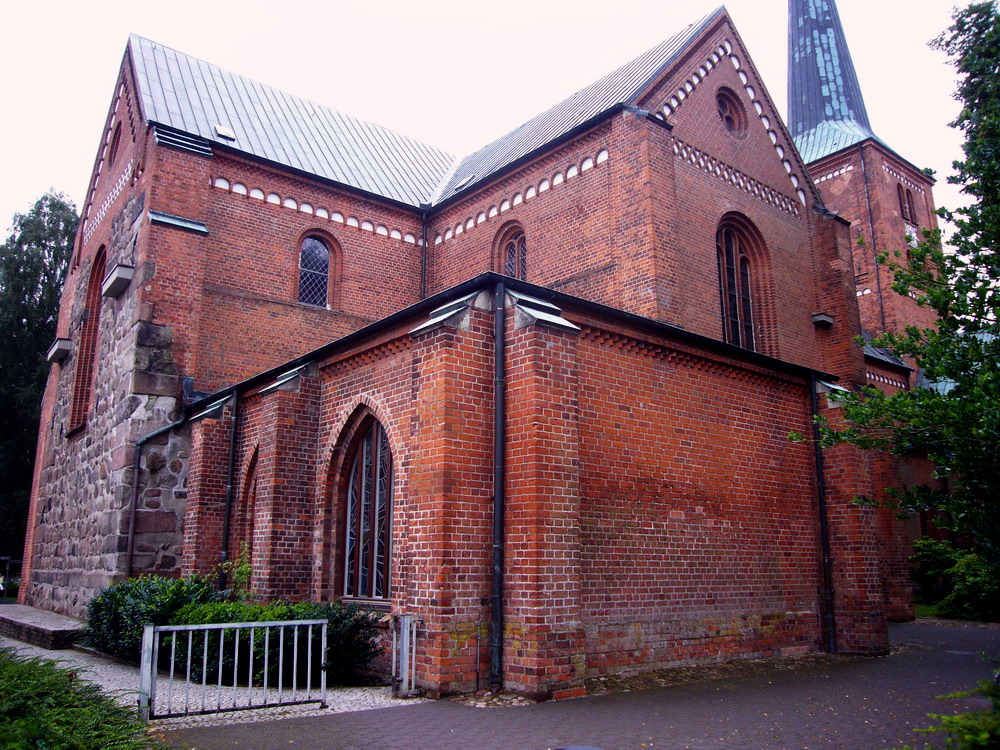
Chor und Johanneskapelle in der NO-Ecke der Bad Segeberger Marienkirche

## Instandsetzungen und Umgestaltungen seit den 1950er Jahren
Nachdem nach erneuten erheblichen Schäden an etlichen Bauabschnitten sogar Überlegungen zum Abriss und Neubau der Kirche laut geworden waren, begannen am südlichen Seitenschiff, am Turm und an der Vierung im Oktober 1957 erste Sicherungsarbeiten. In einem aufwändigen Verfahren konnten zwei romanische Pfeiler und drei Säulen mit extremer Schrägstellung in der südlichen Seitenschiffswand abgetragen und mit einem Stahlbetonkern in äußerlicher Nachbildung der ursprünglichen Form lotgerecht neu aufgemauert werden. Dafür war die Entfernung der letzten Empore aus dem südlichen Querhaus aus dem Jahre 1865 und die Versetzung des Walstorp-Epitaphs an die Ostwand des südlichen Querhauses unumgänglich. Auch der Turm und das Kirchenschiff wurden mit 34 Mauerankern gegen weitere Verformungen gesichert und teilweise neu verblendet. Im Bereich des ehemaligen südlichen Friedhofs wie im Kirchenraum wurde das Bodenniveau auf das historische Ursprungsniveau abgesenkt und neu gedeckt, wobei die freigelegten Sockel von Pfeilern und Säulen renoviert werden mussten. Auch erhielten die teilweise neu aufgemauerten Portale eine neue Gestaltung und neue Türen mit Windfängen. Ein neues Gestühl mit durchgängigen Bankreihen im Mittelschiff ersetzte das Gestühl von 1866. Unter Beibehaltung der weißen Wandflächengestaltung von 1909 verschwanden nun sämtliche Zierlinien, Fensterumrahmungen und Gewölberandbemalungen unter einem neuen Anstrich. Erst nach der Wiedereinweihung der Kirche im März 1959 fand auch der Einbau einer neuen Westempore für die erneut umgebaute und nach Westen versetzte Orgel statt. 1964 wurde das mechanische Uhrwerk daher durch eine elektrische Uhr ersetzt, die bis zum Einbau einer Funkuhr im Jahre 2012 ihren Dienst verrichtete.

## Neuerungen an Bau und Einrichtung (jüngste Jahrzehnte)
1969 erhielt der Turmhelm eine Kupferblech-Bedachung und 1971/72 wurde auch der Schieferplattenbehang des großen Kirchendachs aus dem Jahre 1864 durch Kupferplatten ersetzt.
In den Jahren 1976 und 1984 erfuhr die Orgel weitere Umbauten, die die Werkstatt Hans-Detlef Kleuker (Brackwede) durchführte; die dabei vorgenommene Elektrifizierung wird heute als nicht mehr zeitgemäße Veränderung angesehen und hat dabei den Wert der Orgel in Klang und Bedienbarkeit weiter geschmälert.
Seit 2010 wird die Kirche erneut renoviert. Die so genannte „Küsterloge“ im nördlichen Querhaus wurde entfernt und mit dem Einbau einer neuen Heizungsanlage entstand auch der ursprüngliche Mittelgang des Gestühls wieder. Zudem war eine 2014 erfolgte Restaurierung des kostbaren Altarretabels notwendig.
Weitere Innenraumrenovierung (Behebung von Rissen und Putzschäden, Erneuerung des Farbanstrichs, Verbesserung der Beleuchtung) müssen mit dem geplanten Einbau einer neuen Orgel abgestimmt werden.

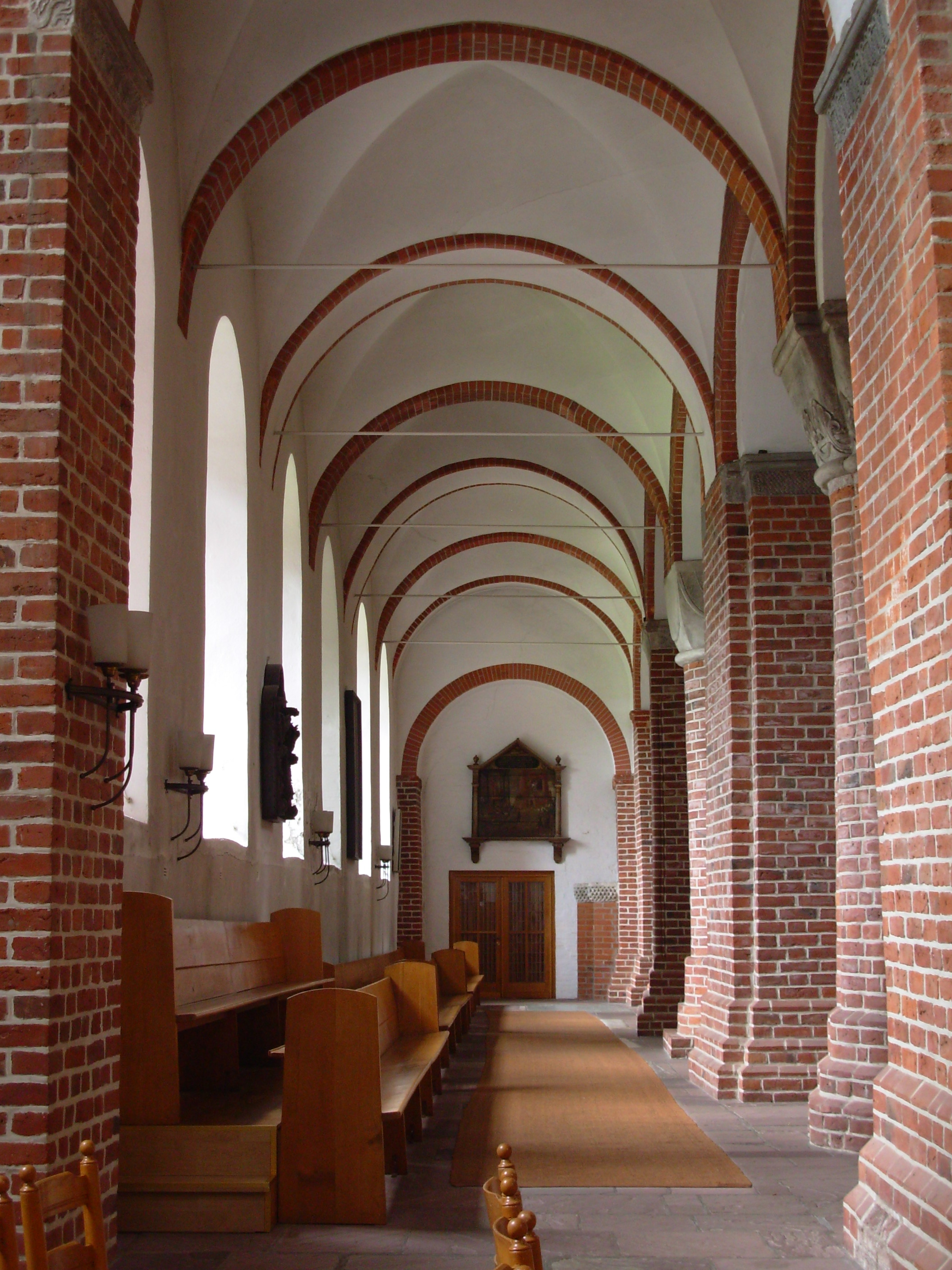
Südliches Seitenschiff
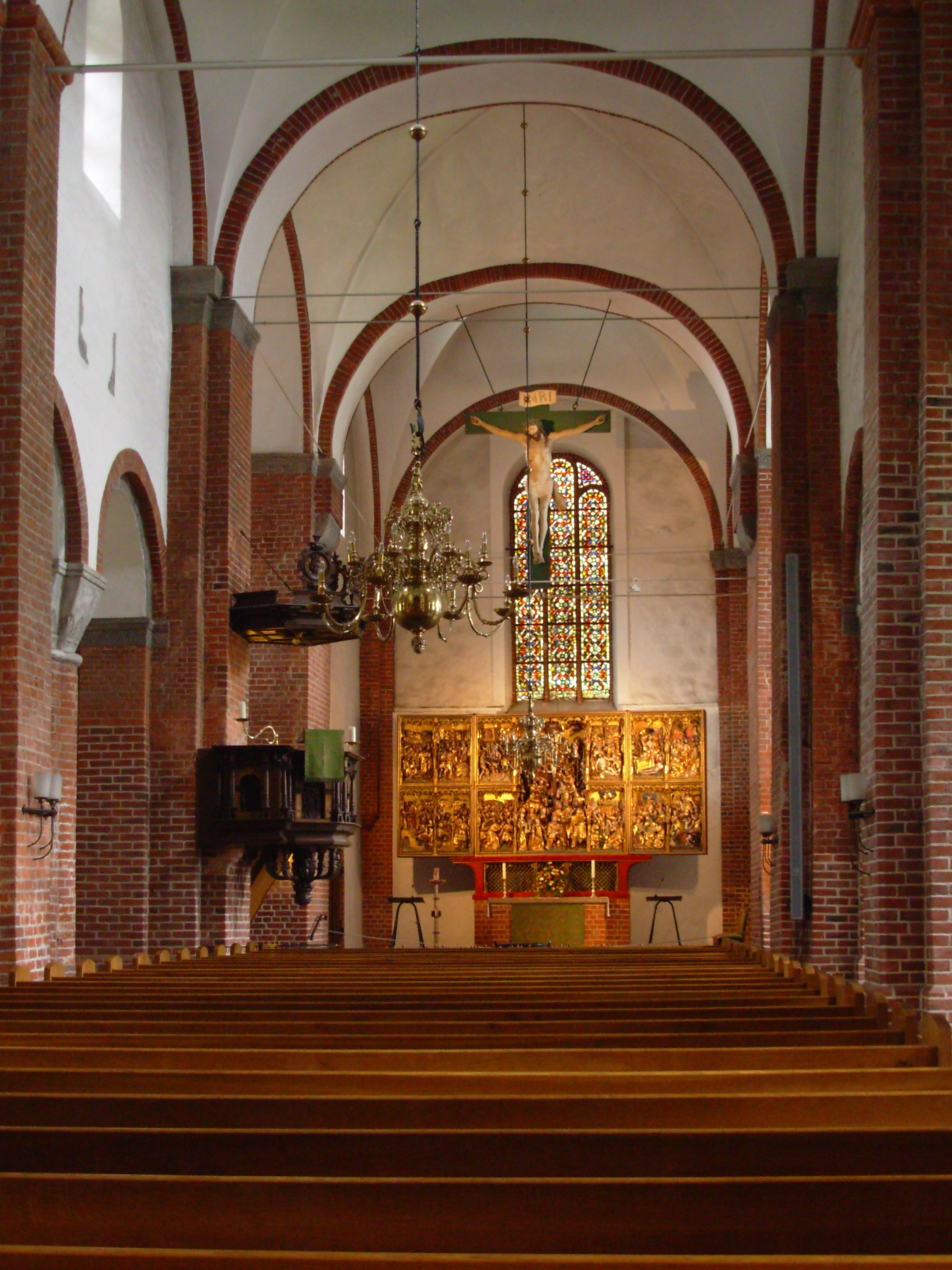
Mittelschiff mit Kanzel, Triumphkreuz und Altar
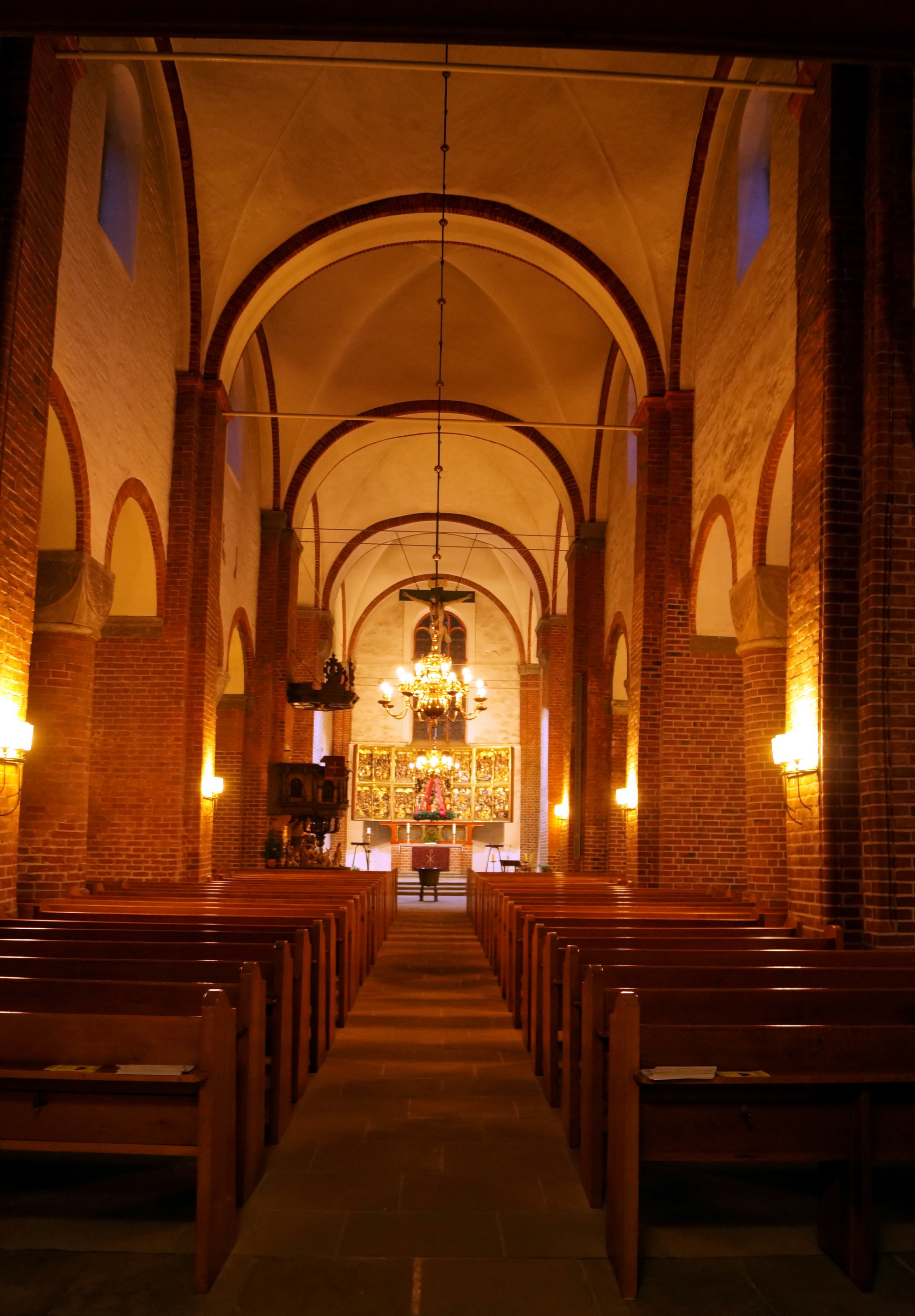
Mittelschiff mit Mittelgang, nach 2010

Im Jahre 2025 wurde eine neue Orgel von Claudius Winterhalter nach klanglichen Vorstellungen des Kirchenmusikdirektors Andreas Maurer-Büntjen eingebaut. Die neue Orgel verbindet historische bauliche Details der ursprünglichen Orgel von 1549 mit modernen Aspekten. So wurde beispielsweise der Raum hinter der Orgel im Eingangsbereich nicht durch die neue Orgel ausgefüllt, und stattdessen eine Öffnung des Schwellwerks nach hinten ermöglicht.  Die neue Orgel eignet sich sowohl für sakrale Anlässe, also auch für moderne französische Orgelmusik.

## Ausstattung
Die von Ghert Klinghe gegossene Bronzefünte aus dem Jahr 1447 wird noch heute benutzt. Das Triumphkreuz stammt von etwa 1500.
Das prächtige Retabel von ca. 1510/20 stellt die Passion Jesu und das Ostergeschehen bis hin zum Jüngsten Gericht dar. Es stammt wahrscheinlich aus einer Lübecker Werkstatt und weist Ähnlichkeiten mit Schnitzereien Tilman Riemenschneiders auf. Heinrich Rantzau dagegen schrieb die Schnitzarbeiten fälschlicherweise Hans Brüggemann zu. 1668 ließen der Segeberger Amtsschreiber Nicolaus Brüggemann und seine Frau Gese den Altar an den Außenseiten, den Rückwänden und den Gemäldeflügeln mit 32 barocken, reformatorisch theologisch geprägten Spruchbildern übermalen. Die Predella erhielt ein Abendmahlsbild (jetzt in der Johanneskapelle).
Seit der Renovierung in den 1950er Jahren hängt das Epitaph aus Segeberger Gips für Gerhard Walstorp an der Ostwand des südlichen Querschiffs, gesetzt 1562 von seinem Enkel Heinrich Rantzau. An der Westseite desselben Querschiffs befindet sich ein Tafelbild von 1595, das die Ermordung des Grafensohns Adolf auf der Siegesburg im Jahre 1315 zeigt. Die Kanzel im Renaissance-Stil von 1612 ist eine Stiftung von Anna und Markwart von Pentz. Die beiden Messing-Kronleuchter von 1754 und 1783 im Mittelschiff wurden gestiftet von Catharina Hedwig Stange, geb. Schnack; der Grabstein ihres jüdischen Vaters Claus Schnack ist an der Südfront der Kirche erhalten.

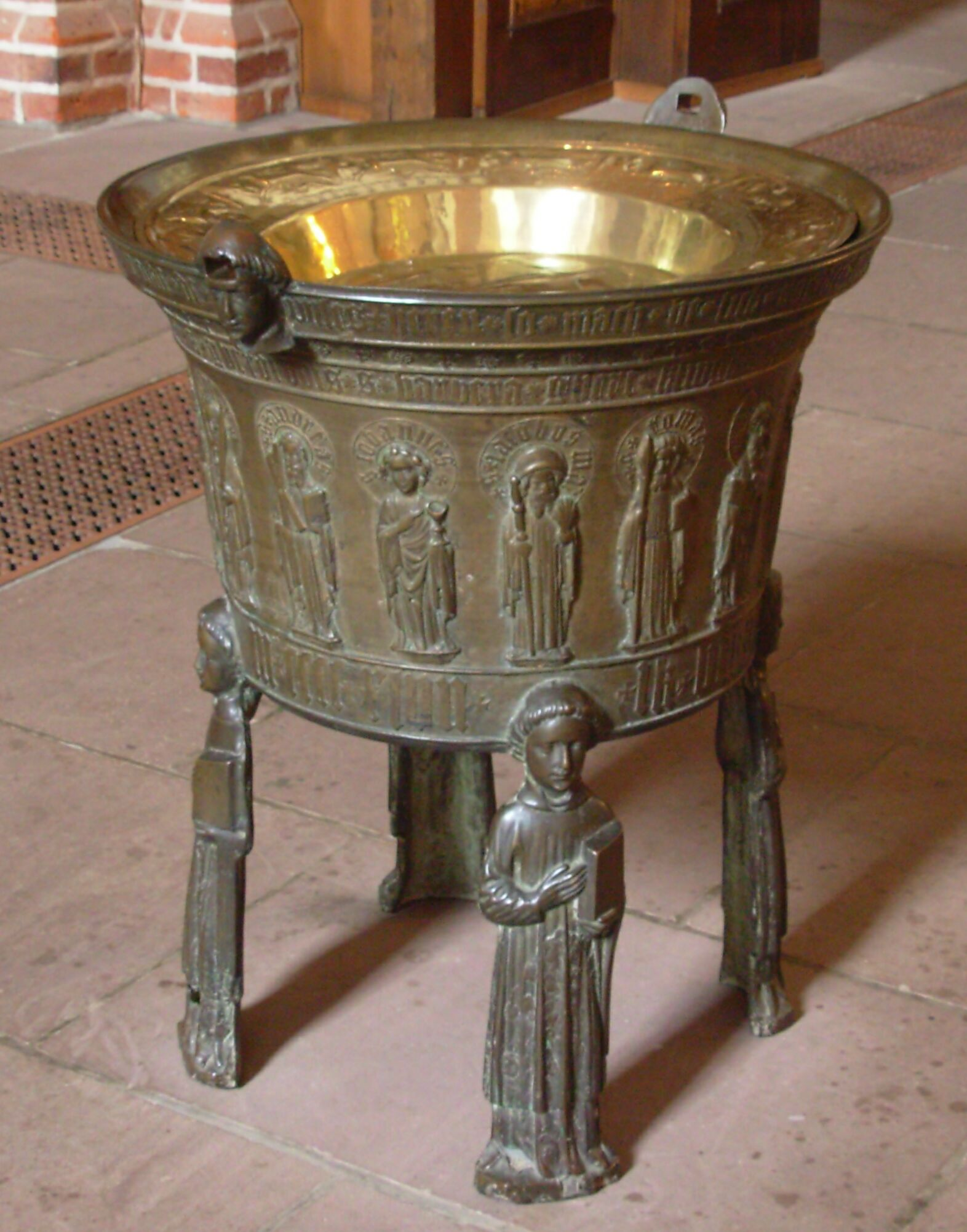
Bronzefünte von Ghert Klinghe, 1447
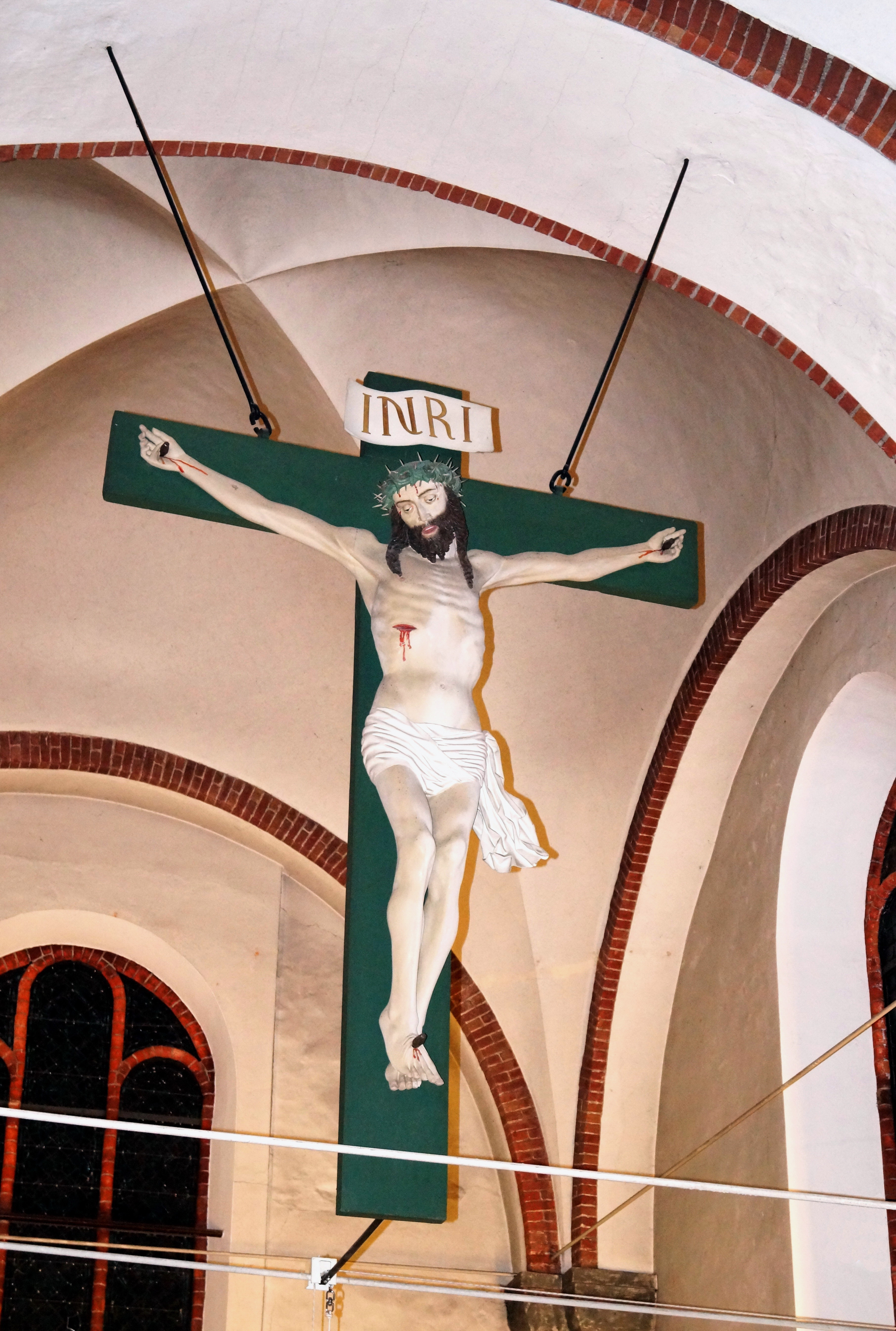
Triumphkreuz von ca. 1500
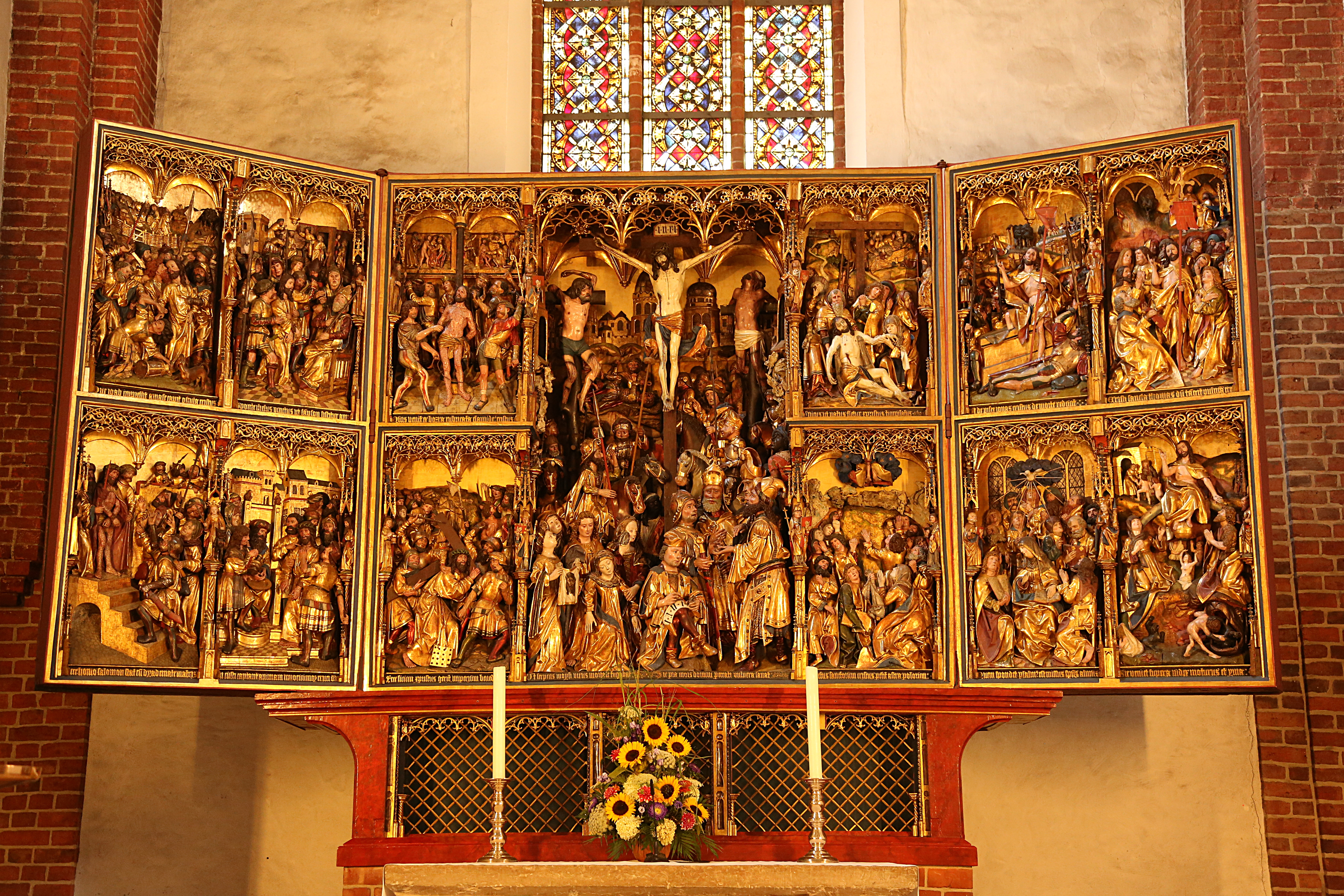
Spätgotischer Schnitzaltar
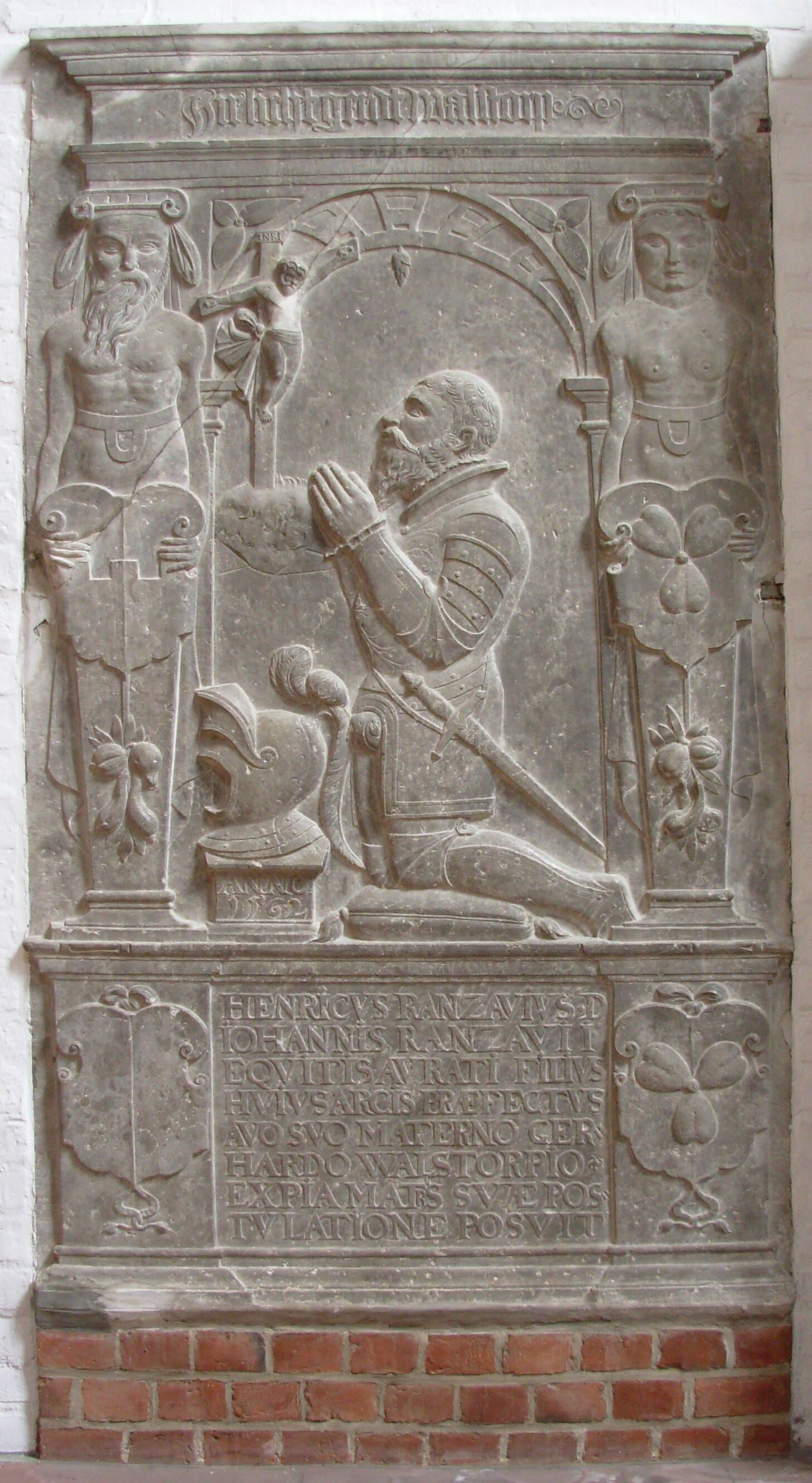
Epitaph für Gerhard Walstorp, von Heinrich Rantzau gesetzt
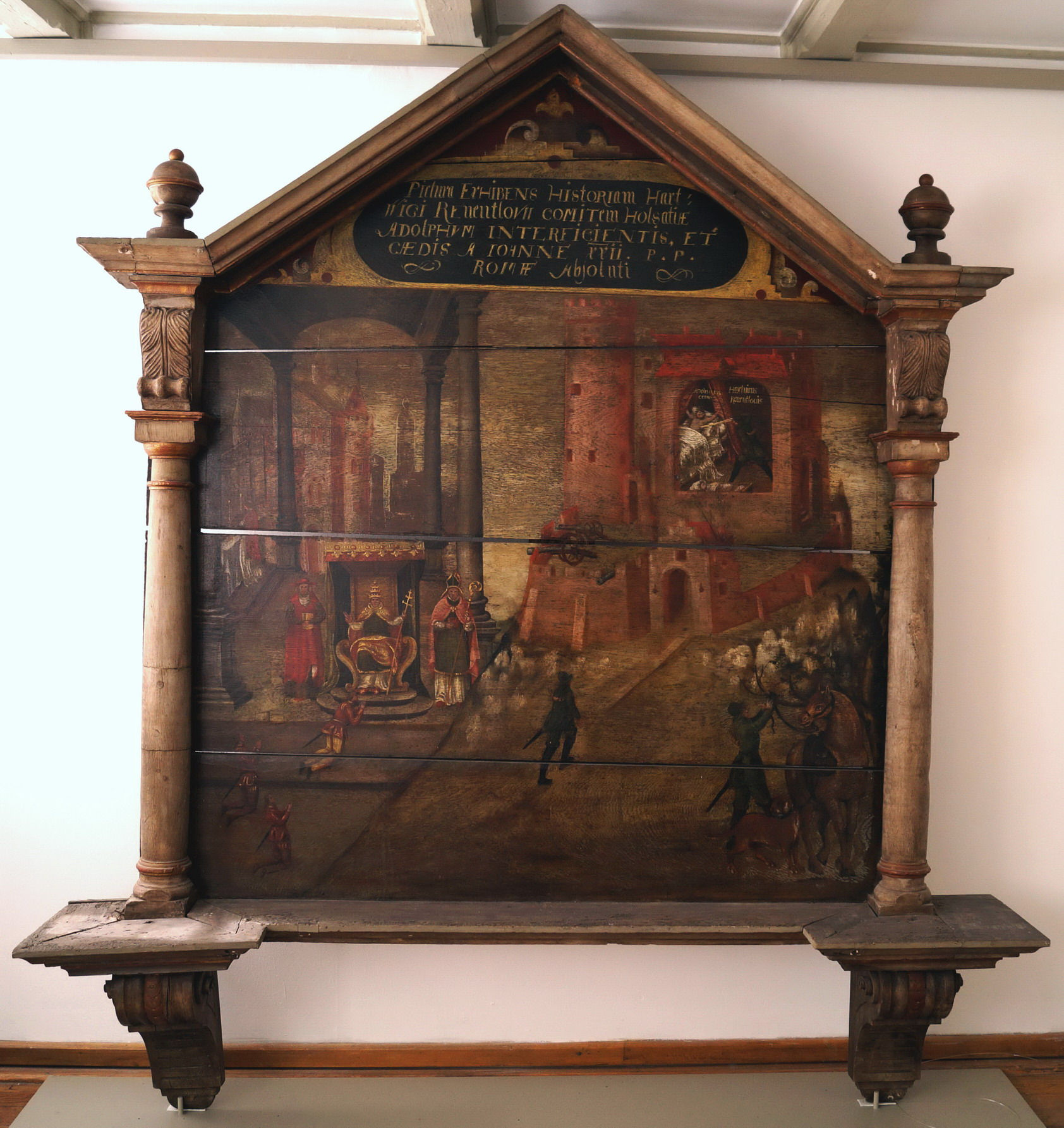
Sühnetafel von 1595 für den Mord an Graf Adolf 1315 mit einer Abbildung der Siegesburg auf dem Kalkberg (rechts)
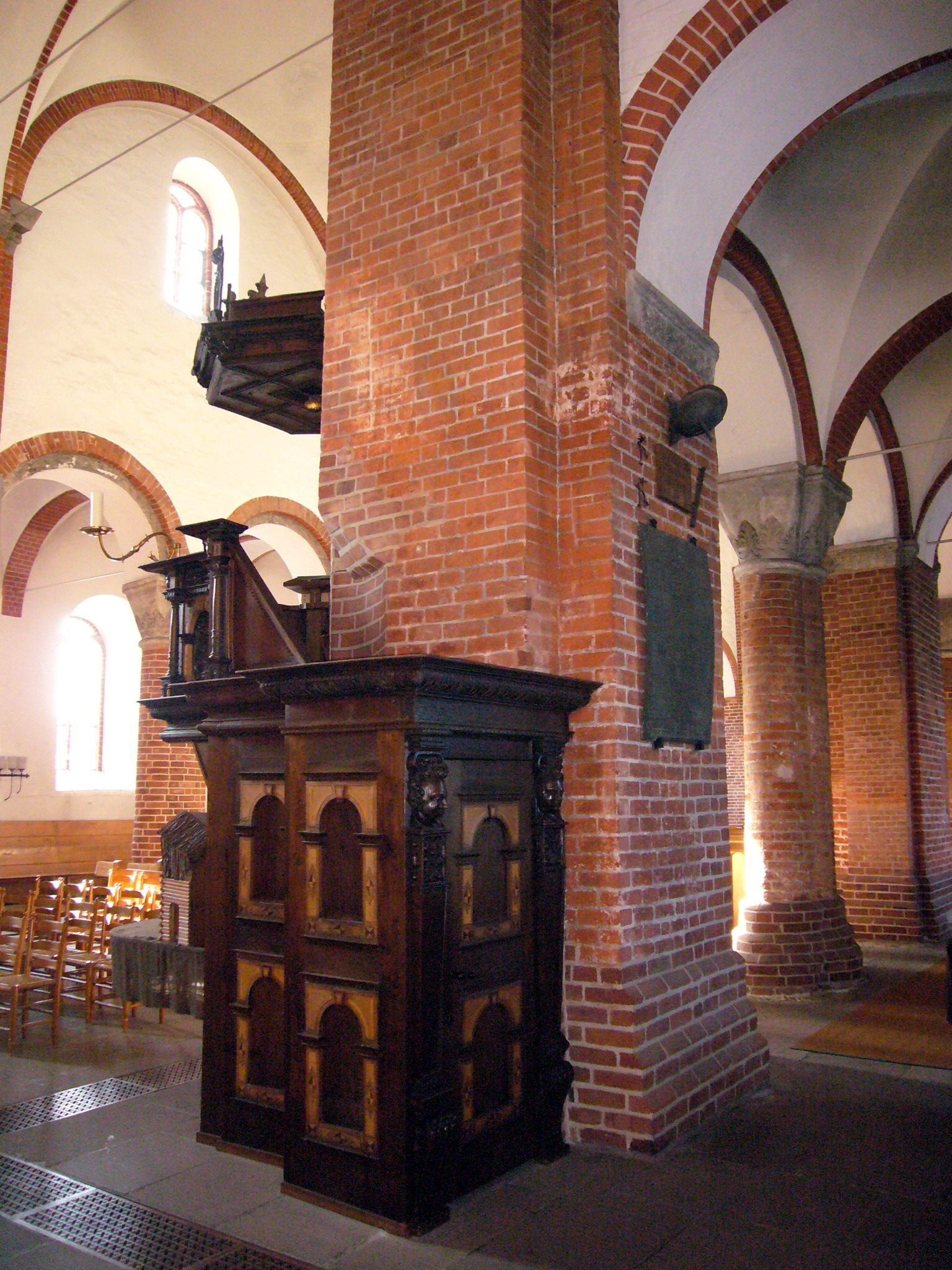
Rückansicht der Kanzel; Helm, Sporen, Kommandostab und Tafel des Markwart von Pentz
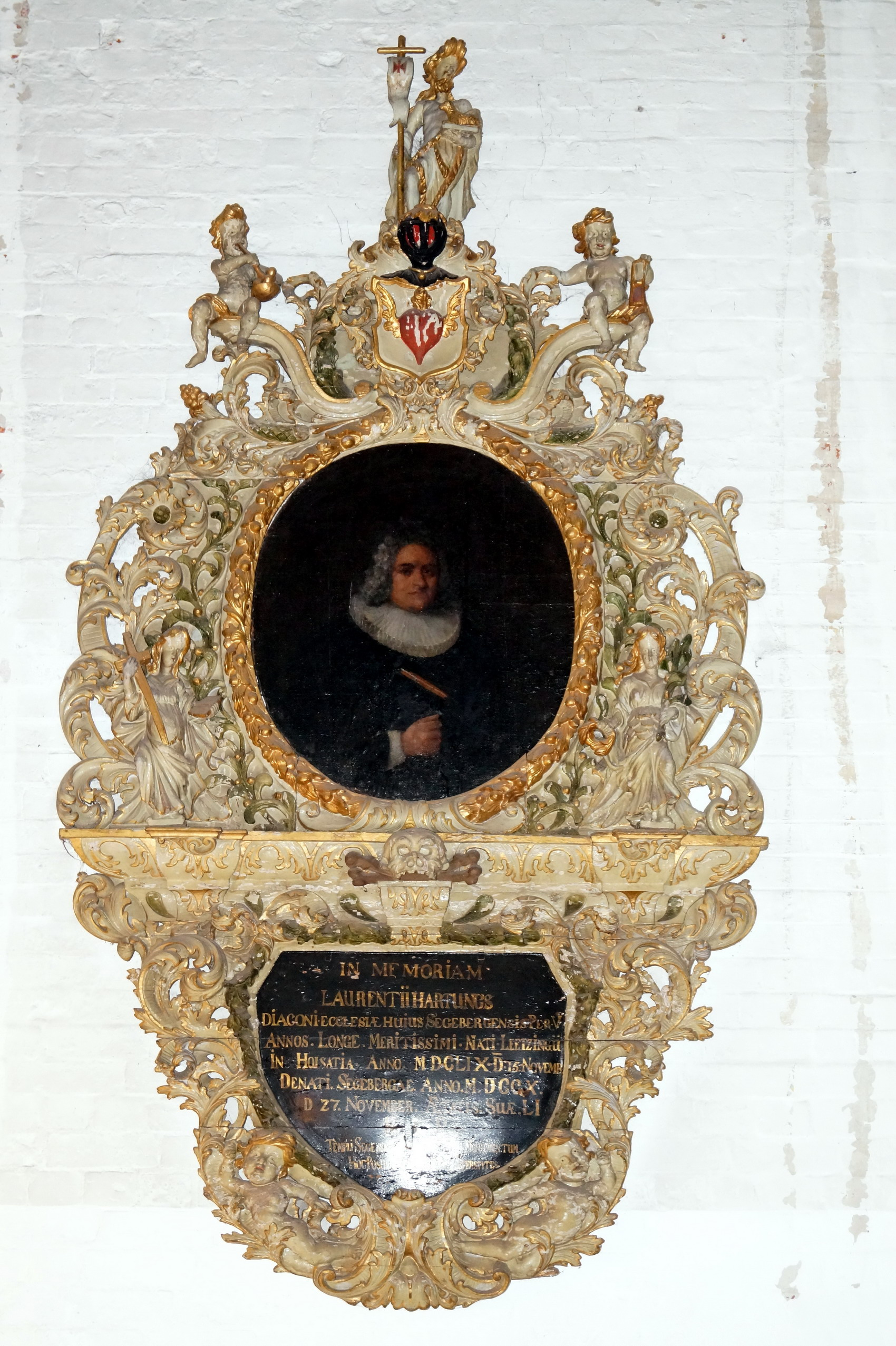
Epitaph für Diakon Laurentius Hartung, mit Akanthus-Rahmen, von 1710 ff.
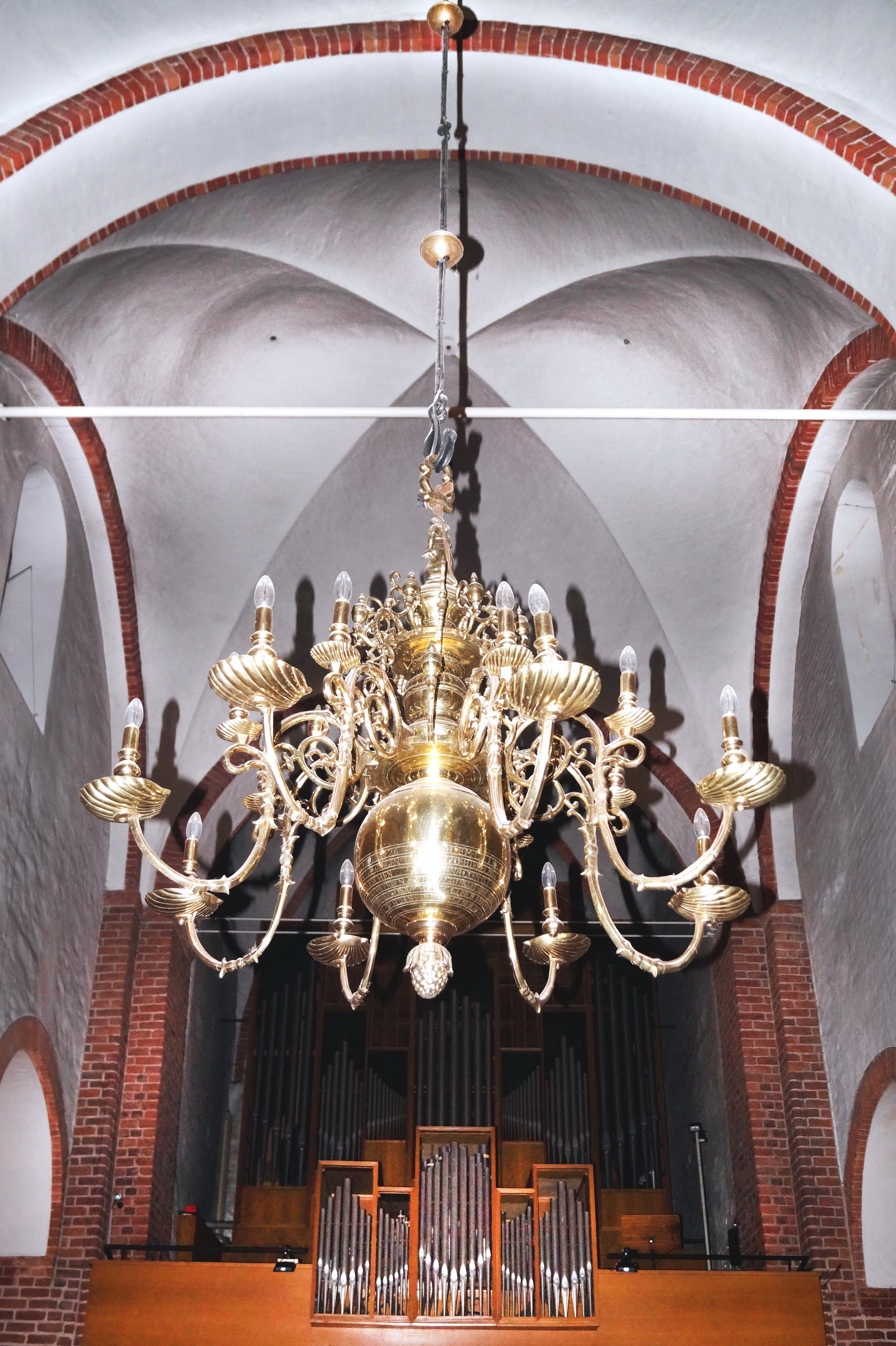
Leuchter von 1754/1783

## Glocken
Als im Jahre 1964 der eichenhölzerne Glockenstuhl aus dem Jahre 1866 aufgrund Schädlingsbefalls durch einen Glockenstuhl aus Stahlträgern ersetzt werden musste, wurden zugleich zwei neue Bronzeglocken, eine in Ersatz der inzwischen gerissenen Glocke aus dem Jahre 1927, eingebaut. Seitdem besteht das Geläut der Segeberger Marienkirche aus der Bronzeglocke von 1731 (die während des Zweiten Weltkrieges abgegeben werden musste aber unversehrt zurückkehrte), aus der Grauguss-Stahlglocke „Große Bertha“ von 1927 und aus den beiden neuen Bronzeglocken von 1964 aus der Werkstatt Rincker (Ton e’ und Ton g’), das seit der Kirchenrenovierung in den Jahren 1957 bis 1959 nicht mehr von Hand, sondern über einen Elektroantrieb aus dem Kirchenschiff betrieben wird.
| Nr. | Gießer, Gussort                          | Gussjahr | Gewicht     | Durchmesser | Schlagton (HT-1⁄16) | Besonderheit | Inschrift |
| --- | ---------------------------------------- | -------- | ----------- | ----------- | ------------------- | --- | --- |
| 1   | Glockengießer-Familie Schilling, Apolda  | 1927     | 3564 kg     | 2015 mm     | H°                  | Diese Glocke ersetzte eine im Ersten Weltkrieg eingezogene Bronzeglocke                                                                                   | 1917–1927 – Wir opferten Euch in eiserner Zeit. Ihr Eisernen ruft uns zur Ewigkeit. Die Kirchengemeinde Segeberg 1927. Oben: Mensch, hör, was ich sage, gib acht auf deine Tage. |
| 2   | Lorenz Strahlborn, Lübeck                | 1731     | ca. 1300 kg | 1330 mm     | d'                  | Diese Glocke musste im Zweiten Weltkrieg abgegeben werden, konnte aber nach dem Krieg vom Glockenfriedhof in Hamburg zurückgeholt werden.                 | Herr Ludwig Ottens, praepositus u. Herr Johann Hinrich Hauptmann, Compastor und Diaconus, Johann Berendt Wichmann und Herr Johann Schultz, Kirchengeschworene. Durchs Feuer bin ich geflossen von Laurenz Strahlborn in Lübeck gegossen Anno 1731 Gloria! Nach angetretener Regierung Ihr. Kö. Mayst. zu Dennemarck Norwegen Christian VI im Ambte Segeberg waren beamte Herr Anton Günther Hanneken Kön. Etats Raht und Ambtmann Herr Johann Rudolf Nottelmann, König. Amtsverwalter. |
| 3   | Glocken- und Kunstgießerei Rincker, Sinn | 1964     | 1090 kg     | 1220 mm     | e'                  | Die Vorgängerglocke aus Stahl (Ton e' Dm 1,48 m, 1,359 kg) war von Konsul Otto Jürgens gestiftet und musste aufgrund Schadhaftigkeit 1964 ersetzt werden. | Heimatglocke Seinen lieben Eltern: Wulf Friedrich Ernst Jürgens-Segeberg und Katharina Dorothea Henriette geb. Fries in Dankbarkeit gestiftet von ihrem Sohn Otto 1927 Aber des Herrn Wort bleibet in Ewigkeit Jes. 40,8. (Gesamte Inschrift von Vorgängerglocke übernommen) |
| 4   | Glocken- und Kunstgießerei Rincker, Sinn | 1964     | 700 kg      | 1007 mm     | g'                  | Diese Glocke ergänzte 1964 das Dreiergeläut zu einem Vierergeläut und hat keine Vorgängerin.                                                              | Herr, unser Herrscher, wie herrlich ist dein Name in allen Landen, Ps. 8,10. |